# 九叶木蓝
九叶木蓝（学名：Indigofera linnaei）为豆科木蓝属下的一个种。

## 扩展阅读
- 維基物種上的相關：九叶木蓝